# Alberto Passos Guimarães Filho
Alberto Passos Guimarães Filho (Maceió, 29 de agosto de 1939) é um físico brasileiro, especializado em magnetismo.
Comendador da Ordem Nacional do Mérito Científico e membro titular da Academia Brasileira de Ciências, Alberto é professor emérito do Centro Brasileiro de Pesquisas Físicas.

## Biografia
Alberto nasceu em 1939, em Maceió. é o filho mais velho de Alberto Passos Guimarães e Zulmira Taveiros Guimarães. O interesse pelo magnetismo vem desde criança, quando descobriu os ímãs. Isso o levou a ingressar no curso de física da antiga Universidade do Brasil, a atual Universidade Federal do Rio de Janeiro, em 1962. Em 1971, concluiu o doutorado na Universidade de Manchester, na Inglaterra. Foi pesquisador visitante no MIT, na Universidade Cambridge, nos Estados Unidos e no Instituto de Física de Uppsala, na Suécia.
Desde o começo da década de 1970, é professor do Centro Brasileiro de Pesquisas Físicas, de onde é professor emérito. Em 1982 fundou em conjunto com Roberto Lent e outros pesquisadores brasileiros a revista de divulgação científica Ciência Hoje, da Sociedade Brasileira para o Progresso da Ciência, e desde então é editor e membro do conselho diretor desta revista.

## Livros publicados
- Principles of Nanomagnetism, Springer (Berlim, 2009).
- From Lodestone to Supermagnets: Understanding Magnetic Phenomena, Wiley-VHC (Berlim, 2005), traduzido para A Pedra com Alma, Civilização Brasileira, (Rio de Janeiro, 2011).
- Magnetism and Magnetic Resonance in Solids, John Wiley (New York, 1998), traduzido para Magnetismo e Ressonância Magnética em Sólidos, EDUSP (São Paulo, 2009).

### Prêmios e títulos
- (2004) Membro Titular, Academia Brasileira de Ciências
- (1996) Ordem Nacional do Mérito Científico, Ministério da Ciência e Tecnologia